# Walter Kappacher
Walter Kappacher, né le 24 octobre 1938 à Salzbourg (Reichsgau de Salzbourg) et mort le 24 mai 2024 dans la même ville, est un écrivain autrichien récompensé par le prix Georg-Büchner en 2009 pour l'ensemble de son œuvre.

## Biographie
Né et élevé à Salzbourg en Autriche, Walter Kappacher y suit une formation en mécanique en se spécialisant dans les motos (il a d'ailleurs pratiqué quelques années le sport motocycliste). Après son service militaire, il s'intéresse au théâtre et poursuit une formation littéraire autodidacte en gagnant sa vie comme employé dans une agence de voyages.
Il écrit depuis 1964 et sa première publication est une nouvelle parue dans le Stuttgarter Zeitung en 1967. En 1978, il décide de vivre de sa plume en écrivant des pièces radiophoniques, des scénarios et des romans qui le feront qualifier d'« écrivain réaliste », avec une « douce prose musicale pleine d’une mélancolie inexorable, toujours triste, jamais désespérant » nous fait découvrir des choses sur nous-même » selon les termes du jury du prix Georg-Büchner 2009.
Sa réputation littéraire commence à s'établir à partir de Selina oder Das andere Leben (= 'Selina ou l'autre vie') paru en 2005. Le roman raconte l’histoire d’un professeur qui prend un congé et va vivre dans une ferme délabrée en Toscane où il participe à la vie quotidienne du village et attend la venue de Selina, promesse de féminité et de jeunesse.
La parution en 2009 de son roman Der Fliegenpalast  (= Le Palais des mouches) a été particulièrement saluée : il s'agit d'une évocation du retour de son compatriote le poète autrichien Hugo von Hofmannsthal, vieil homme anéanti par l'expérience de la Première Guerre mondiale, sur les lieux de son enfance.
Écrivain solitaire, Walter Kappacher est installé en Autriche, près de Salzbourg à Obertrum. Il a obtenu de nombreuses distinctions comme le « Hermann-Lenz-Preis » en 2004 » et le prestigieux  prix Georg-Büchner en 2009.
Walter Kappacher meurt le 24 mai 2024 à l’âge de 85 ans.

## Œuvres
En allemand ; il ne semble pas exister d'édition de Walter Kappacher en français.
- Nur fliegen ist schöner, Salzbourg 1973
- Morgen, Salzbourg 1975 (Neuausgabe 2009)
- Die Werkstatt, Salzbourg 1975
- Rosina, Stuttgart 1978
- Die irdische Liebe, Stuttgart 1979
- Die Jahre vergehen, Salzbourg (scénario) [u.a.] 1980 (avec Peter Keglevic)
- Der lange Brief, Stuttgart 1982 (Neuausgabe Vienne 2007)
- Gipskopf, Graz 1984
- Cerreto. Aufzeichnungen aus der Toscana, Salzbourg 1989 (avec des dessins de l'auteur)
- Touristomania oder Die Fiktion vom aufrechten Gang, Vienne 1990
- Ein Amateur, Vienne 1993 (Neuausgabe 2009)
- Wer zuerst lacht, Vienne [u.a.] 1997
- Silberpfeile, Vienne [u.a.] 2000 (Neuausgabe 2009)
- Selina oder Das andere Leben, Vienne 2005
- Hellseher sind oft Schwarzseher, Warmbronn 2007
- Der Fliegenpalast, St. Pölten, Salzbourg 2009
- Schönheit des Vergehens (livre de photos), Salzbourg 2009